# Eben Haëzer ('s Gravenmoer)
Eben Haëzer is een christelijk gereformeerd kerkgebouw in de tot de Noord-Brabantse gemeente Dongen behorende plaats 's Gravenmoer, gelegen aan de Kerkebosdreef 2.
Deze kerk verving de oude christelijke gereformeerde kerk die als zodanig niet meer voldeed.
Het is een laag gebouw met een vlak zadeldak en kenmerkende vierkante pilaren die het gebouw omringen. In 1993 werd het kerkje nog uitgebreid met een aanbouw.